# Вічно молодий
«Вічно молодий» (англ. Forever Young) — американський фантастичний мелодраматичний фільм 1992 року режисера Стіва Майнера. Головні ролі зіграли Мел Гібсон, Елайджа Вуд і Джеймі Лі Кертіс. Сценарій написав Дж. Дж. Абрамс.

## Сюжет
Події розгортаються в 1939 році. Відчайдушний пілот-випробувач Деніел Маккормік ніяк не може зважитися зробити пропозицію своїй коханій Гелен, відкладаючи до останнього моменту. Але дівчина впадає в стан коми після нещасного випадку. Убитий горем Деніел, погоджується на унікальний кріогенний експеримент, в якому він буде заморожений тільки на один рік. Та коли МакКормік опритомнів, вже був 1992.

## У ролях
- Мел Гібсон — капітан Деніел МакКормік
- Джеймі Лі Кертіс — Клер Купер
- Елайджа Вуд — Нет Купер
- Ізабель Глассер — Гелен
- Джордж Вендт — Гаррі Фінлі
- Джо Мортон — Кемерон
- Ніколас Сурові — Джон
- Девід Маршалл Грант — підполковник ВВС США Вілкокс
- Роберт Хай Горман — Фелікс
- Міллі Славін — Сьюзен Фінлі
- Майкл А. Гурджиан — Стівен
- Вероніка Лорен — Аліса
- Арт ЛаФлер — батько Аліси
- Ерік Пірпойнт — Фред

## Сприйняття
Chronik des Films описує фільм як «дуже сентиментальний у багатьох сценах».